# 阿瑟·韦斯托弗
阿瑟·韦斯托弗（英語：Arthur Westover，1864年5月9日—1935年8月14日），加拿大男子射击运动员。他曾代表加拿大参加1908年夏季奥林匹克运动会射击比赛，获得男子团体多向飞碟银牌。